# Nenad Josipović
Nenad Josipović (* 18. April 1963) ist ein kroatischer Basketballtrainer.

## Laufbahn
Der 1,93 Meter große Josipović stammt aus Split, wo er für KK Split spielte. Seine weiteren Vereinsstationen als Spieler in Kroatien waren: KK Alkar, KK Borovo und KK Solin. Nach dem Ende seiner Spielerkarriere arbeitete er bei verschiedenen Vereinen als Co-Trainer, ehe er Ende der 1990er Jahre nach Deutschland ging, wo er beim Oldenburger TB als Trainer im Jugendbereich sowie als Co-Trainer der Bundesliga wirkte. Als sich die Niedersachsen (mittlerweile in EWE Baskets Oldenburg umbenannt) im März 2002 von ihrem Cheftrainer Anthony Taylor trennten, übernahm er dieses Amt bis zum Ende der Saison 2001/02 und war danach wieder im Oldenburger Nachwuchsbereich tätig.
Im Februar 2006 wechselte Josipović als Cheftrainer zum Zweitligisten Bremen Roosters und führte die Mannschaft, die zuvor 16 Spiele in Folge verloren hatte, zum Klassenerhalt und wurde daraufhin von eurobasket.com zum Zweitliga-Trainer des Jahres gekürt. Er blieb bis zum Ende des Spieljahres 2006/07 auf diesem Posten. In der Saison 2007/08 trainierte er die BG Karlsruhe in der inzwischen ProA genannten zweiten Liga, 2008/09 stand er wieder bei dem Bremer Verein als verantwortlicher Trainer an der Seitenlinie.
Von Saisonbeginn 2009/10 bis Dezember 2011 war Josipović Cheftrainer der Saar-Pfalz Braves in der 2. Bundesliga ProA. Danach wurde er in der Jugendarbeit der BG Karlsruhe tätig. 
Im Januar 2014 übernahm er das Traineramt bei der zweiten Herrenmannschaft des Bürgerfelder TB in der Oberliga. In der Saison 2014/15 gehörte er als Trainerassistent zum Stab der BG Karlsruhe und wurde zur Saison 2015/16 zum zweiten Mal nach 2007/08 Cheftrainer der BG. Im Oktober 2016 kam es zur Trennung.
Anfang Juni 2017 wurde Josipović von ProA-Absteiger Dresden Titans als Trainer eingestellt. Im Spieljahr 2017/18 führte er die Sachsen in die ProB-Meisterrunde, wo man in der ersten Runde Schalke 04 unterlag, Ende November 2018 wurde er in Folge einer 56:75-Niederlage in Wolfenbüttel als Dresdner Trainer entlassen. 2019/20 arbeitete Josipović erneut als Trainer der BG Karlsruhe. Er wurde im August 2021 Trainer bei den Arkadia Traiskirchen Lions. Da Josipović an einer langwierigen Covid-19-Erkrankung litt, konnte er seine Arbeit in Traiskirchen ab Januar 2022 nicht fortsetzen.
Im Sommer 2023 trat er eine Trainerstelle beim 1. FC Kaiserslautern an.